# Cantó de Beaufort-sur-Doron
El cantó de Beaufort-sur-Doron és un cantó francès del departament de la Savoia, situat al districte d'Albertville. Té 4 municipis i el cap és Beaufort-sur-Doron.

## Municipis
- Beaufort-sur-Doron
- Hauteluce
- Queige
- Villard-sur-Doron

## Història
| Période                               | Identité          | Parti                       | Qualité                                                                                      |
| ------------------------------------- | ----------------- | --------------------------- | -------------------------------------------------------------------------------------------- |
| Les dades anteriors no són conegudes. |                   |                             |                                                                                              |
| 1945-1958                             | M. Revil-Signorat | MRP                         |                                                                                              |
| 1958-1973                             | Pierre Dumas      | DVD després UNR després UDR | Alcalde de Chambéry (1959-1977) Secretari d'Estat i Ministre (1962-1969) Diputat (1958-1973) |
| 1973-2001                             | Lucien Avocat     | DVD després DVG             | Alcalde de Beaufort-sur-Doron (1971-1989)                                                    |
| 2001-2004                             | Martial Sevessand | DVD                         |                                                                                              |
| 2004-en cours                         | Guy Sevessand     | DVD                         | Professeur Conseller municipal de Beaufort-sur-Doron                                         |

## Demografia
| 1882                                                          | 1926 | 1962 | 1968 | 1975 | 1982  | 1990  | 1999  | 2008  |
| ?                                                             | ?    | ?    | ?    | ?    | 3.903 | 4.086 | 4.161 | 4.624 |
| ------------------------------------------------------------- | ---- | ---- | ---- | ---- | ----- | ----- | ----- | ----- |
| Nombre retenu à partir de 1990: Població sense dobles comptes |      |      |      |      |       |       |       |       |